# 丹尼·迈克尔
丹尼·迈克尔（英語：Danny Michael），英国音频工程师。他因电影烈血大风暴提名奥斯卡最佳音响效果奖。自1976年起，迈克尔参与了近90部电影的制作。

## 部分影视作品
- 烈血大风暴 (1988)